# Oseen-Gleichungen
Die Oseen-Gleichungen (nach Carl Wilhelm Oseen) sind ein mathematisches Modell der Strömung von inkompressiblen Flüssigkeiten und Gasen im stationären Gleichgewicht. Im Allgemeinen werden solche Fluidströmungen von den instationären inkompressiblen Navier-Stokes-Gleichungen beschrieben, mit denen die Oseen-Gleichungen verwandt sind.
In der numerischen Mathematik dienen die Oseen-Gleichungen hauptsächlich zur Analyse und Weiterentwicklung von Ortsdiskretisierungen der Navier-Stokes-Gleichungen, ohne sich mit Zeitintegration und iterativer Auflösung der Nichtlinearität beschäftigen zu müssen. Insbesondere im Bereich der numerischen linearen Algebra in der numerischen Strömungsmechanik, d. h. beim Lösen des linearen Gleichungssystems, sind die Oseen-Gleichungen ein beliebter Benchmark.

## Formulierung
Wie die inkompressiblen Navier-Stokes-Gleichungen sind die Oseen-Gleichungen ein System von partiellen Differentialgleichungen in vier Unbekannten (Geschwindigkeit in drei Raumdimensionen und Druck), ausgedrückt in vier Gleichungen.
Die Impulsgleichung (genau genommen drei Gleichungen in drei Raumdimensionen)
{\displaystyle (\mathbf {b} \cdot \nabla )\mathbf {v} +\nabla p-\nu \Delta \mathbf {v} =\mathbf {f} }
beschreibt
- die Strömungsgeschwindigkeit {\displaystyle \mathbf {v} }
- unter dem Einfluss von Konvektion mit strömungsunabhängiger Geschwindigkeit {\displaystyle \mathbf {b} },
- Diffusion infolge der kinematischen Viskosität {\displaystyle \nu }
- unter dem Einwirken einer externen Volumenkraft {\displaystyle \mathbf {f} }.

Die o. g. Impulsgleichung ist über den Druck {\displaystyle p} an die Kontinuitätsgleichung als vierte Oseen-Gleichung gekoppelt, welche Divergenz- und damit Quellfreiheit garantiert:
{\displaystyle {\begin{alignedat}{2}&\operatorname {div} \mathbf {v} +{\frac {\partial \rho }{\partial t}}&&=0\;\;{\text{mit}}\,{\frac {\partial \rho }{\partial t}}=0\\\Rightarrow \,&{\text{div}}\,\mathbf {v} &&=0\\\Leftrightarrow \,&\nabla \cdot \mathbf {v} &&=0\\\Leftrightarrow \,&{\frac {\partial v_{x}}{\partial x}}+{\frac {\partial v_{y}}{\partial y}}+{\frac {\partial v_{z}}{\partial z}}&&=0\end{alignedat}}}
Der beiden wesentlichen Unterschiede zwischen den Oseen- und den Navier-Stokes-Gleichungen sind
- die Stationarität der Oseen-Gleichungen, ausgedrückt als Fehlen der Zeitableitung
- ihre strömungsunabhängige Konvektionsgeschwindigkeit {\displaystyle \mathbf {b} \neq \mathbf {v} }, im Gegensatz zu {\displaystyle \mathbf {b} =\mathbf {v} } bei den Navier-Stokes-Gleichungen.

Daneben können die Oseen-Gleichungen auch als eine Erweiterung der stationären Stokes-Gleichung um den Konvektionsterm {\displaystyle (\mathbf {b} \cdot \nabla )\mathbf {v} } aufgefasst werden.

## Iterative Approximation
Die Oseen-Gleichungen entstehen bei der Linearisierung der stationären Navier-Stokes-Gleichungen mittels einer Picard-Iteration.
Die o. g. nichtlineare Impulsgleichung kann über einen iterativen Prozess numerisch approximiert werden: man startet mit einem passenden Geschwindigkeitsfeld {\displaystyle \mathbf {v} _{0}} und löst dann sukzessive
{\displaystyle (\mathbf {v} _{n-1}\cdot \nabla )\mathbf {v} _{n}+\nabla p_{n}-\nu \Delta \mathbf {v} _{n}=\mathbf {f} _{n}}
für {\displaystyle n=1,2,\ldots } unter Berücksichtigung der Inkompressibilität, bis Konvergenz eintritt, d. h. die Änderung zwischen {\displaystyle \mathbf {v} _{n}} und {\displaystyle \mathbf {v} _{n+1}} gering ist.
Die Oseen-Gleichungen beinhalten zwei fundamentale Eigenschaften, die auch bei der Diskretisierung der Navier-Stokes-Gleichungen auftreten, nämlich die Sattelpunktstruktur durch Geschwindigkeits-Druck-Kopplung sowie eine möglicherweise dominierende Konvektion (im Vergleich zur Diffusion).